# Ofensiva dos Cem Dias
A Ofensiva dos Cem Dias foi o período final da Primeira Guerra Mundial, em que os Aliados lançaram uma série de ofensivas contra os Impérios Centrais na Frente Ocidental, de 8 de agosto de 1918 a 11 de novembro de 1918. A ofensiva forçou os exércitos alemães a recuarem para trás da Linha Hindenburg culminando no Armistício de Compiègne. A Ofensiva dos Cem dias não se refere a uma batalha ou estratégia em particular, mas sim a conjunto de acções Aliadas bem-sucedidas que tiveram início com a Batalha de Amiens e até ao fim com a grande ofensiva.

## Antecedentes
As Ofensivas Alemãs da Primavera na Frente Ocidental que tiveram início em 21 de março de 1918 com a Operação Michael, terminaram em julho. Os alemães avançaram até ao rio Marne mas ficaram por aí. Quando a Operação Marne-Reims terminou em julho, o comandante supremo Aliado, o francês Ferdinand Foch, deu ordem para uma contra-ofensiva, designada por Segunda Batalha do Marne. Os alemães, reconhecendo a sua difícil e insustentável posição, retiraram-se do Marne para norte; por esta vitória, Foch foi promovido a Marechal de França.
Foch considerava que tinha chegado o tempo dos Aliados voltar ao ataque. Os americanos estavam agora presentes em França em largo número, e a sua presença dava força e motivação aos exércitos Aliados.:472 O seu comandante, General John J. Pershing, fazia questão de usar o seu exército de forma independente. O Exército Britânico também tinha recebido um grande número de reforços que tinham regressado das campanhas na Palestina e em Itália, e muitos substitutos retidos no Reino Unido pelo Primeiro-ministro David Lloyd George.:155
Foram tidas em conta várias propostas e, por fim, Foch concordou com uma do Marechal-de-Campo Douglas Haig, o comandante da Força Expedicionária Britânica (FEB), que pretendia atacar no Somme, a leste de Amiens e a sudoeste do campo de batalha da Batalha do Somme (1916), com o objectivo de forçar os alemães a afastarem-se da vital linha de caminho-de-ferro Amiens-Paris.:472 A zona do Somme foi escolhida por se mostrar um local adequado à ofensiva por várias razões. Tal como em 1916, o sector marcava a fronteira entre a FEB e as forças francesas, separadas pela estrada Amiens-Roye, permitindo que as duas forças cooperassem. Também a zona rural de Picardy tinha terrenos firmes para a movimentação de tanques, o que não acontecia na região da Flanders. Finalmente, as defesas alemãs, em particular o 2.º Exército Alemão liderado pelo General Georg von der Marwitz, eram relativamente fracas, tendo sofrido ataques contínuos pelos australianos num processo designado por penetração pacífica.

## Primeiras batalhas

### Amiens
A Batalha de Amiens, (em que o ataque francês ao flanco sul ficou conhecido como Batalha de Montdidier), teve início a 8 de Agosto de 1918, com um ataque de mais de 10 Divisões Aliadas — australianas, canadianas, britânicas e francesas — e mais de 500 tanques.:497 Depois de uma cuidada preparação, os Aliados conseguiram efectuar o ataque em total surpresa para os alemães.:20,95 O ataque, liderado pelos Corpos Australiano e Canadiano do 4.º Exército Britânico, destruíram as linhas alemãs, com os tanques a atacar a retaguarda das posições alemãs, espalhando o pânico e a confusão. No final do primeiro dia, os Aliados avançaram 24 km pelas linhas do inimigo a sul do Somme. Os Aliados fizeram 17 000 prisioneiros e capturaram 330 armas. As vítimas dos alemães foram estimadas em 30 000 no dia 8 de agosto, enquanto as dos Aliados terão sido de 6 500 homens mortos, feridos e desaparecidos. O colapso da moral dos alemães levou Erich Ludendorff a caracterizar este dia como "o dia mais negro do Exército Alemão ".:20,95
O avanço continuou por mais três dias sem, no entanto, os resultados espectaculares do primeiro dia, pois a rapidez do primeiro dia ultrapassou o apoio da artilharia e diminuiu em muito os mantimentos. Durante aqueles três dias, os Aliados, avançaram 19 km, a grande maioria no primeiro dia, devido aos reforços alemães. A 10 de agosto, os alemães começaram a sair do saliente que tinham ocupado durante a Operação Michael, em março, regressando para a Linha Hindenburg.

### Somme
A 15 de Agosto de 1918, Foch pediu que Haig continuasse a ofensiva de Amiens, mesmo com as crescentes dificuldades da falta de provisões e artilharia, e com a movimentação de tropas alemãs para aquele sector. Haig recusou e, preparou-se para iniciar uma nova ofensiva com o 3.º Exército Britânico em Albert (Batalha de Albert), que teve início em 21 de agosto.:713–4

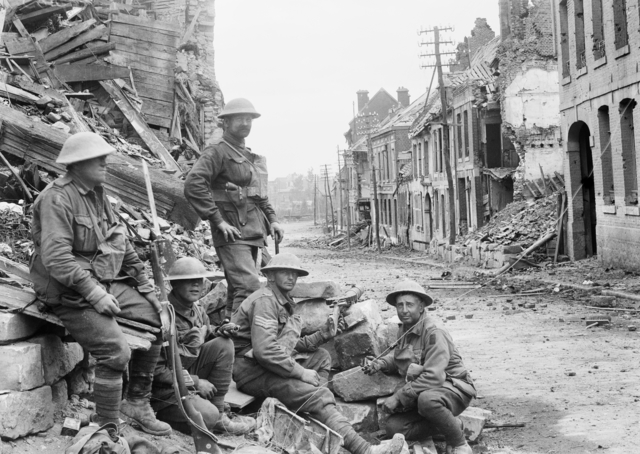
1 de setembro de 1918, Péronne. Um posto armado com metralhadora, estabelecido pelo 54.º Batalhão australiano durante o ataque às forças alemãs na cidade.

A ofensiva foi um sucesso, forçando o 2.º Exército Alemão a recuar 55 km. Albert foi capturada a 22 de agosto. O ataque foi alargado a sul pelo 10.º Exército Francês dando início à Segunda Batalha de Noyon, a 17 de agosto; a cidade de Noyon foi capturada a 29 de agosto. A 26 de Agosto, a norte do ataque inicial, o 1.º Exército Britânico alargou a frente do ataque mais 11 km durante a Segunda Batalha de Arras. Bapaume caiu a 29 de agosto, na Segunda Batalha de Bapaume.

### Avanço até à Linha Hindenburg
Com a queda da linha da frente, ocorreram diversas batalhas à medida que os Aliados forçavam os alemães a recuar para a Linha Hindenburg.
A este de Amiens (depois da batalha que aí teve lugar), com o avanço da artilharia e o reforço das munições, o 4.º Exército Britânico também avançou, com o Corpo Australiano a atravessar o rio Somme na noite de 31 de Agosto, derrubando as linhas alemãs durante a Batalha do Monte Saint-Quentin. A 26 de Agosto, a norte do Somme, o 1.º Exército Britânico abriu a sua frente de ataque numa extensão de 11 km durante a Segunda Batalha de Arras, a qual incluiu a Batalha de Scarpe (1918) (26 de agosto) e a de Drocourt-Queant (2 de setembro).
A sul da FEB, o 1.º Exército Francês aproximou-se da Linha Hindenburg nos arredores de Saint Quentin no decorrer da Batalha de Savy-Dallon (10 de setembro),:128–9 e o 10.º Exército Francês avançou até à Linha Hindenburg junto de Laon, durante a Batalha de Vauxaillon (14 de setembro).:125  O 4.º Exército Britânico aproximou-se da Linha ao longo do Canal de St Quentin na Batalha de Épehy (18 de setembro).
No dia 2 de setembro, os alemães foram obrigados a recuar até à Linha, de onde tinham lançado a sua ofensiva na Primavera.

### Batalhas da Linha de Hindenburg

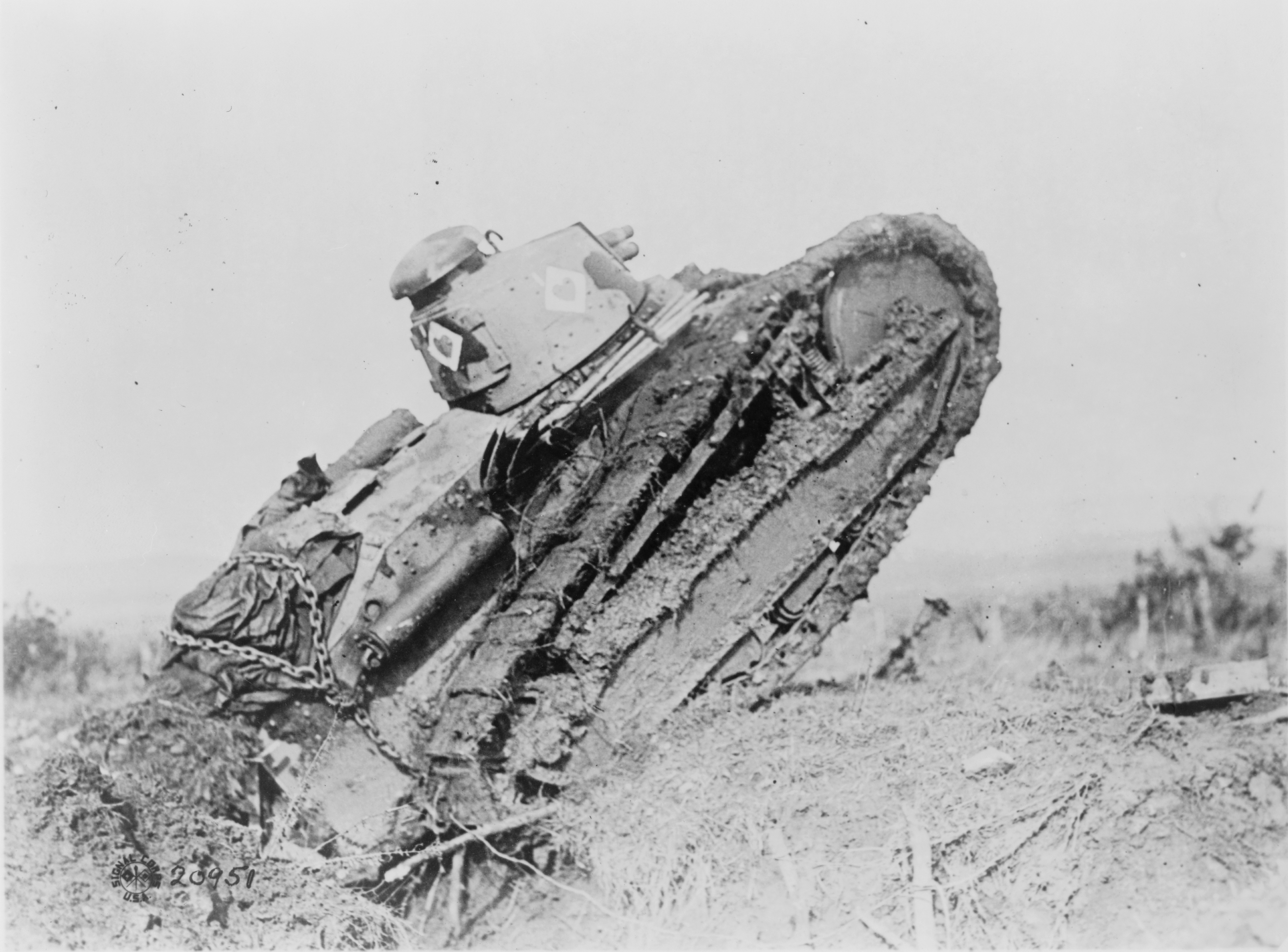
A introdução de milhares de tanques ao longo da frente de batalha foi uma inovação fundamental que os aliados desenvolveram durante quase 2 anos, a fim de vencer o impasse da guerra de trincheiras na frente ocidental, e para a qual os alemães não se prepararam devidamente. Na foto, um tanque francês Renault FT ultrapassa uma trincheira.

As principais defesas alemãs estavam posicionadas na Linha de Hindenburg, um conjunto de fortificações defensivas desde Cerny, no rio Aisne, até Arras. Antes da principal ofensiva de Foch ter início, os salientes a oeste e a este da Linha foram destruídos em Havrincourt e St. Mihiel, a 12 de setembro; e em Epehy e Canal du Nord em 27 de setembro.:217
O primeiro ataque da "Grande Ofensiva" de Foch foi lançado a 26 de setembro pelos franceses e pela Força Expedicionária Americana na Ofensiva Meuse-Argonne — esta ofensiva inclui as batalhas de Somme-Py (26 de setembro), Saint-Thierry (30 de setembro), Montfaucon (6 de outubro) e Chesne (1 de novembro). A ofensiva foi efectuada em terreno difícil, levando a que a Linha de Hidenburgo só fosse quebrada no dia 17 de outubro.
Dois dias mais tarde, o Grupo do Exército comandado por Alberto I da Bélgica (o Exército Belga, o 2.º Exército britânico, liderado pelo General Herbert Plumer e o 6.º Exército francês, sob o comando do General Degoutte) lançaram um ataque perto de Ypres, na Flanders (a Quinta Batalha de Ypres). Os ataques foram bem-sucedidos, no início, mas começaram a ter problemas devido à questões logísticas.
A 29 de Setembro, o ataque ao centro da Linha Hindenburg começou, com o 4.º Exército britânico, liderado pelo Corpo Australiano, a atacar o Canal de St. Quentin (Batalha do Canal de St. Quentin) e o 1.º Exército francês a atacar as fortificações fora de St. Quentin (Batalha de St. Quentin). A 5 de Outubro, os Aliados entraram nas defesas de Hindenburg numa frente de 31 km.:123 Rawlinson registou, "Se os Boches nãos tivessem mostrado sinais de degradação durante o mês passado, nunca teria pensado em atacar a Linha Hindenburg. Se tivesse sido defendida pelas mesmas tropas alemãs de há dois anos, com certeza que teria sido impossível ultrapassá-las …"
Subsequentemente, a 8 de outubro, o 1.º e o 3.º Exércitos britânicos, comandados pelo Corpo canadiano, penetraram na Linha Hindenburg na Batalha de Cambrai.
Todos estes ataques à Linha forçaram o Alto Comando alemão a aceitar que a guerra tinha que terminar. A queda da moral dos alemães também convenceu os comandantes Aliados, e muitos líderes políticos, de que a guerra podia terminar em 1918; anteriormente, todos os esforços se tinham concentrado no planeamento de um grande ataque para 1919.

## Para além da Linha de Hindenburg
Durante o mês de outubro, os exércitos alemães retiraram-se dos territórios conquistados em 1914. Os Aliados pressionaram a retirada dos alemães até à linha paralela ao caminho-de-ferro de Metz a Bruges, que lhes tinha servido para abastecer toda a frente na região Norte da França e da Bélgica durante grande parte da guerra. À medida que os exércitos Aliados se iam aproximando da linha, os alemães eram forçados a abandonar grandes quantidades de equipamento pesado e de provisões, reduzindo ainda mais a sua moral e capacidade de resistência.

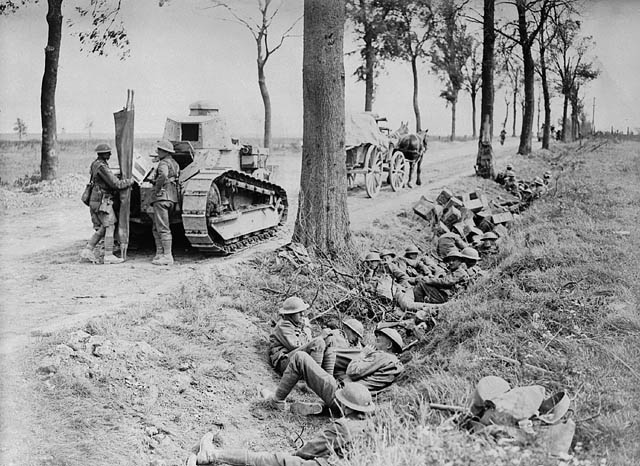
Tropas canadianas abrigadas numa vala ao longo da estrada de Arras-Cambrai.

As baixas foram elevadas tanto do lado Aliado como do lado do exército alemão em retirada. Atrás da Linha Hidenburg tiveram lugar algumas batalhas como a Batalha de Selle (9 de Outubro), Batalha de Courtrai (14 de Outubro), Batalha de Mont-D’Origny  (15 de Outubro), Batalha de Selle (17  de Outubro), Batalha do Lys e Escaut (20 de Outubro), Batalha do Serre (20 de Outubro),'Batalha de Valenciennes (1 de Novembro) e Batalha do Sambre (incluindo a Segunda Batalha de Guise (4 de Novembro) e a Batalha de Thiérache (4 de Novembro), com os combates a continuarem até aos últimos minutos antes da hora marcada no Armistício, 11h00 de 11 de Novembro de 1918. Um dos últimos soldados a morrer foi o soldado canadiano George Lawrence Price, dois minutos antes da hora do final da guerra.